# Dicranomyia torrens
Dicranomyia torrens är en tvåvingeart som beskrevs av Alexander 1923. Dicranomyia torrens ingår i släktet Dicranomyia och familjen småharkrankar. Inga underarter finns listade i Catalogue of Life.